# Saint-Étienne-sur-Chalaronne
Pour les articles homonymes, voir Saint-Étienne (homonymie) et Chalaronne (homonymie).
Saint-Étienne-sur-Chalaronne est une commune française, située dans le département de l'Ain en région Auvergne-Rhône-Alpes, plus exactement dans la Dombes.

## Géographie
Le village est situé dans le canton de Châtillon-sur-Chalaronne, à la limite avec celui de Villars-les-Dombes.

### Climat
Pour des articles plus généraux, voir Climat d'Auvergne-Rhône-Alpes et Climat de l'Ain.
En 2010, le climat de la commune est de type climat océanique dégradé des plaines du Centre et du Nord, selon une étude du CNRS s'appuyant sur une série de données couvrant la période 1971-2000. En 2020, Météo-France publie une typologie des climats de la France métropolitaine dans laquelle la commune est dans une zone de transition entre le climat semi-continental et le climat de montagne et est dans la région climatique Bourgogne, vallée de la Saône, caractérisée par un bon ensoleillement (1 900 h/an), un été chaud (18,5 °C), un air sec au printemps et en été et des vents faibles.
Pour la période 1971-2000, la température annuelle moyenne est de 11,6 °C, avec une amplitude thermique annuelle de 18 °C. Le cumul annuel moyen de précipitations est de 853 mm, avec 9,8 jours de précipitations en janvier et 7,3 jours en juillet. Pour la période 1991-2020, la température moyenne annuelle observée sur la station météorologique de Météo-France la plus proche, sur la commune de Baneins à 5 km à vol d'oiseau, est de 12,7 °C et le cumul annuel moyen de précipitations est de 880,2 mm,. Pour l'avenir, les paramètres climatiques de la commune estimés pour 2050 selon différents scénarios d'émission de gaz à effet de serre sont consultables sur un site dédié publié par Météo-France en novembre 2022.

## Urbanisme

### Typologie
Au 1er janvier 2024, Saint-Étienne-sur-Chalaronne est catégorisée bourg rural, selon la nouvelle grille communale de densité à 7 niveaux définie par l'Insee en 2022.
Elle est située hors unité urbaine et hors attraction des villes,.

### Occupation des sols
L'occupation des sols de la commune, telle qu'elle ressort de la base de données européenne d’occupation biophysique des sols Corine Land Cover (CLC), est marquée par l'importance des territoires agricoles (86,1 % en 2018), en diminution par rapport à 1990 (87 %). La répartition détaillée en 2018 est la suivante : 
terres arables (45,3 %), prairies (35,4 %), forêts (8,7 %), zones agricoles hétérogènes (5,5 %), zones urbanisées (5,2 %).
L'évolution de l’occupation des sols de la commune et de ses infrastructures peut être observée sur les différentes représentations cartographiques du territoire : la carte de Cassini (XVIIIe siècle), la carte d'état-major (1820-1866) et les cartes ou photos aériennes de l'IGN pour la période actuelle (1950 à aujourd'hui).

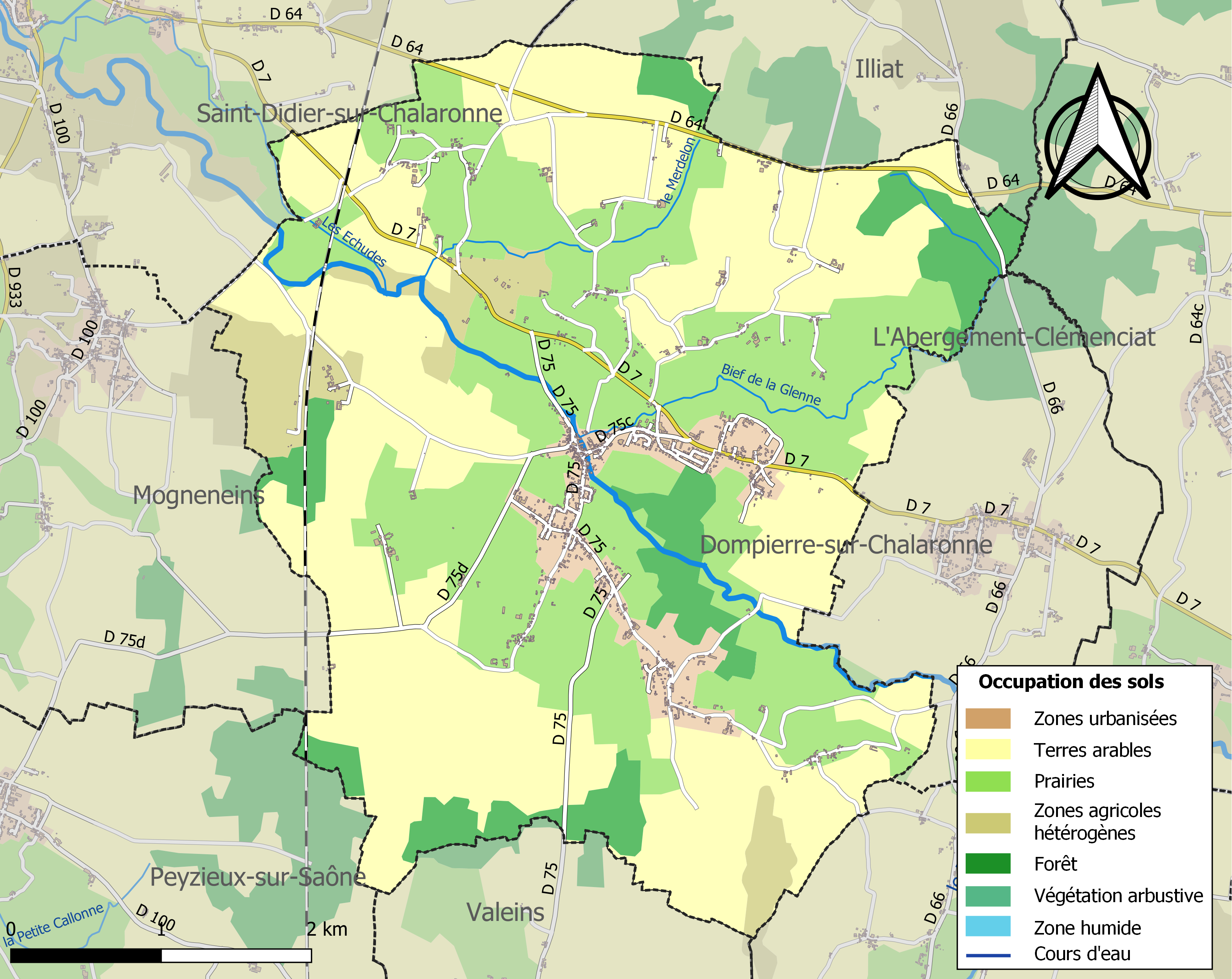
Carte des infrastructures et de l'occupation des sols de la commune en 2018 (CLC).

## Histoire

### Hameaux

#### Barbarel
Hameau ancien (De Barbareschis, de Barbareschas, de Barbaresches) situé au nord-est de Saint-Étienne-sur-Chalaronne.

#### Barrotières (les)
Ancien étang à Saint-Étienne-sur-Chalaronne. Le 19 août 1475, Jean Rolet obtint l'autorisation de comprendre dans cet étang le chemin du moulin de Nonnet à Ville Solier.

#### Bézenin
Hameau au nord du bourg, nommé anciennement Beseneins (Villa Basinen, Basenenc, Basenens, Baysenens, Bezeneins).

## Toponymie
Durant la Révolution française, la commune prend temporairement le nom de Chalaronne.

## Politique et administration

### Découpage territorial
La commune de Saint-Étienne-sur-Chalaronne est membre de la communauté de communes Val de Saône Centre, un établissement public de coopération intercommunale (EPCI) à fiscalité propre créé le 1er janvier 2017 dont le siège est à Montceaux. Ce dernier est par ailleurs membre d'autres groupements intercommunaux.
Sur le plan administratif, elle est rattachée à l'arrondissement de Bourg-en-Bresse, au département de l'Ain et à la région Auvergne-Rhône-Alpes. Sur le plan électoral, elle dépend du  canton de Châtillon-sur-Chalaronne pour l'élection des conseillers départementaux, depuis le redécoupage cantonal de 2014 entré en vigueur en 2015, et de la quatrième circonscription de l'Ain  pour les élections législatives, depuis le dernier découpage électoral de 2010.

### Administration municipale
| Période                                  | Période   | Identité       | Étiquette | Qualité                    |
| ---------------------------------------- | --------- | -------------- | --------- | -------------------------- |
| juin 1995                                | mars 2001 | Charles Bailly |           |                            |
| mars 2001                                | mars 2008 | Guy Renaud     |           |                            |
| mars 2008                                | mars 2022 | Serge Varvier  | DVD       | Retraité Fonction publique |
| mars 2022                                | En cours  | Gaëtan Fauvain |           |                            |
| Les données manquantes sont à compléter. |           |                |           |                            |

## Démographie
L'évolution du nombre d'habitants est connue à travers les recensements de la population effectués dans la commune depuis 1793. Pour les communes de moins de 10 000 habitants, une enquête de recensement portant sur toute la population est réalisée tous les cinq ans, les populations de référence des années intermédiaires étant quant à elles estimées par interpolation ou extrapolation. Pour la commune, le premier recensement exhaustif entrant dans le cadre du nouveau dispositif a été réalisé en 2007.
En 2022, la commune comptait 1 625 habitants, en évolution de +5,11 % par rapport à 2016 (Ain : +5,15 %, France hors Mayotte : +2,11 %).
| 1793  | 1800  | 1806  | 1821  | 1831  | 1836  | 1841  | 1846  | 1851  |
| ----- | ----- | ----- | ----- | ----- | ----- | ----- | ----- | ----- |
| 1 196 | 1 294 | 1 294 | 1 439 | 1 484 | 1 606 | 1 615 | 1 601 | 1 639 |

| 1856  | 1861  | 1866  | 1872  | 1876  | 1881  | 1886  | 1891  | 1896  |
| ----- | ----- | ----- | ----- | ----- | ----- | ----- | ----- | ----- |
| 1 627 | 1 557 | 1 545 | 1 460 | 1 468 | 1 411 | 1 343 | 1 360 | 1 346 |

| 1901  | 1906  | 1911  | 1921  | 1926  | 1931 | 1936 | 1946 | 1954 |
| ----- | ----- | ----- | ----- | ----- | ---- | ---- | ---- | ---- |
| 1 244 | 1 213 | 1 206 | 1 108 | 1 034 | 990  | 967  | 938  | 917  |

| 1962 | 1968 | 1975 | 1982 | 1990  | 1999  | 2006  | 2007  | 2012  |
| ---- | ---- | ---- | ---- | ----- | ----- | ----- | ----- | ----- |
| 863  | 878  | 828  | 808  | 1 037 | 1 179 | 1 371 | 1 402 | 1 490 |

| 2017  | 2022  | - | - | - | - | - | - | - |
| ----- | ----- | - | - | - | - | - | - | - |
| 1 555 | 1 625 | - | - | - | - | - | - | - |

## Culture et patrimoine

### Lieux et monuments
- Château de Beaumont.
- Moulin Tallard.
- Château de Saint-Martin.
- Motte dite « poype de Beseneins » citée au XIVe siècle[20].
- Motte dite « poype de Laysens »[20].
- Église Saint-Étienne de Saint-Étienne-sur-Chalaronne.
- Chapelle Saint-Blaise de Saint-Étienne-sur-Chalaronne.

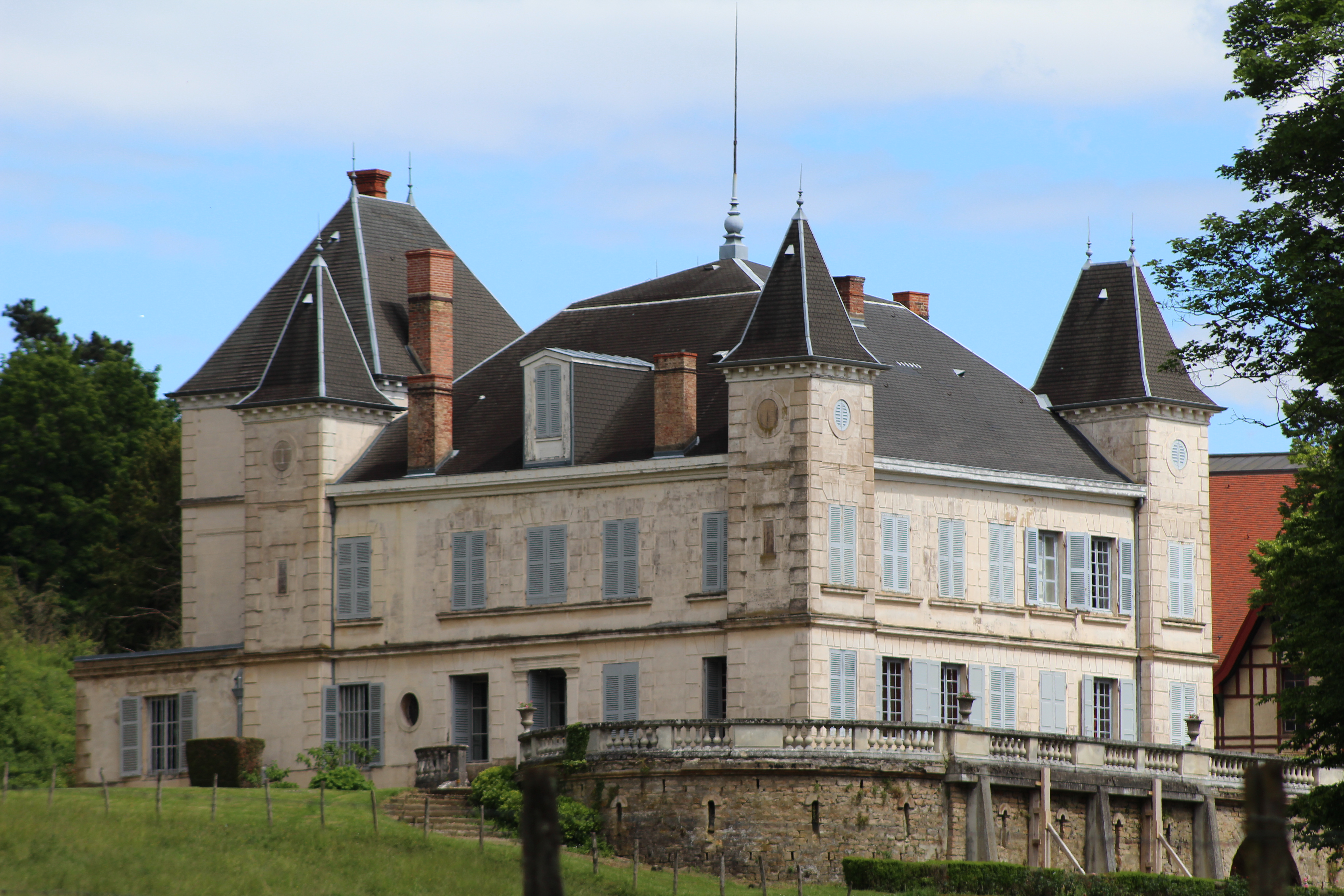
Château de Beaumont.
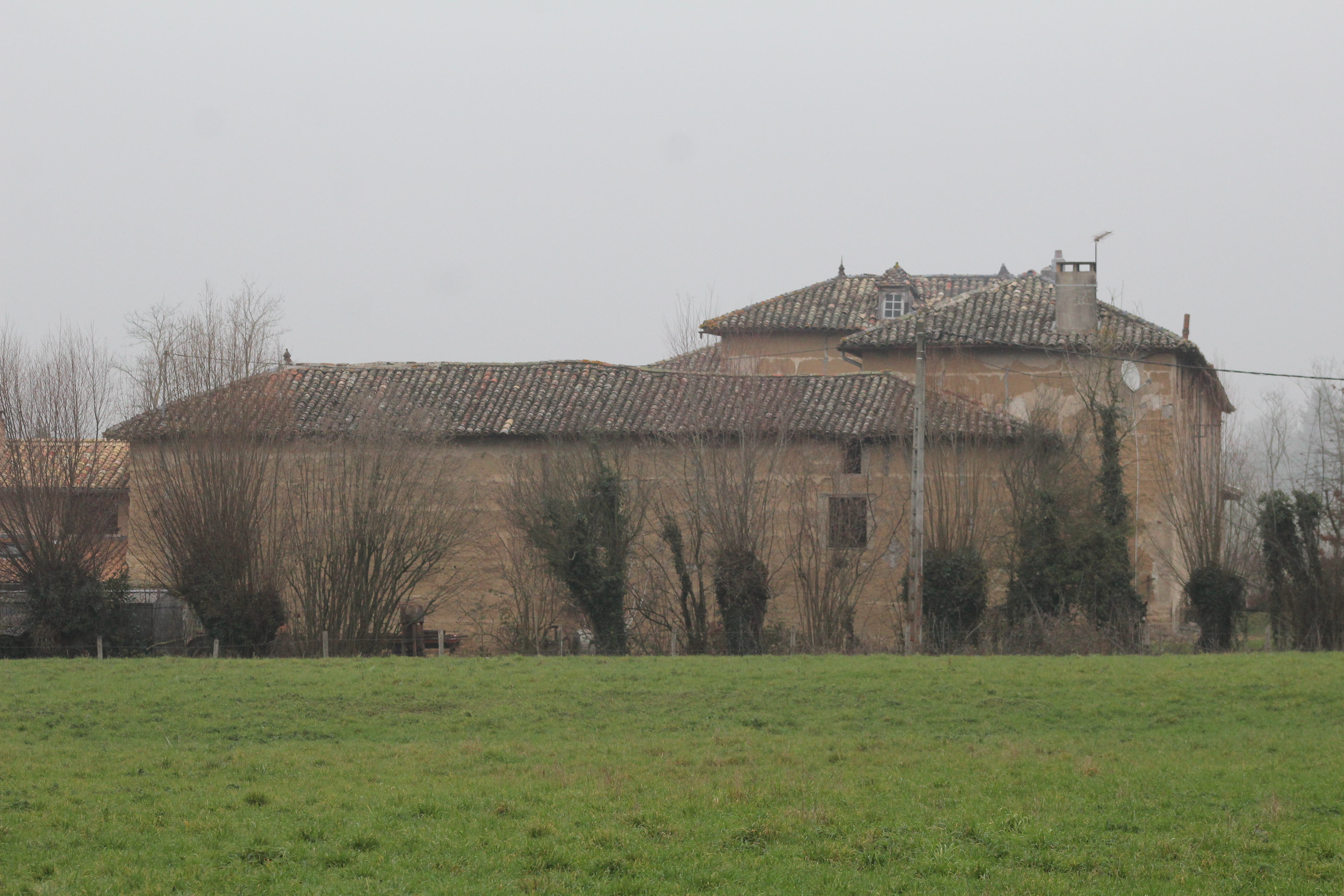
Moulin Tallard.
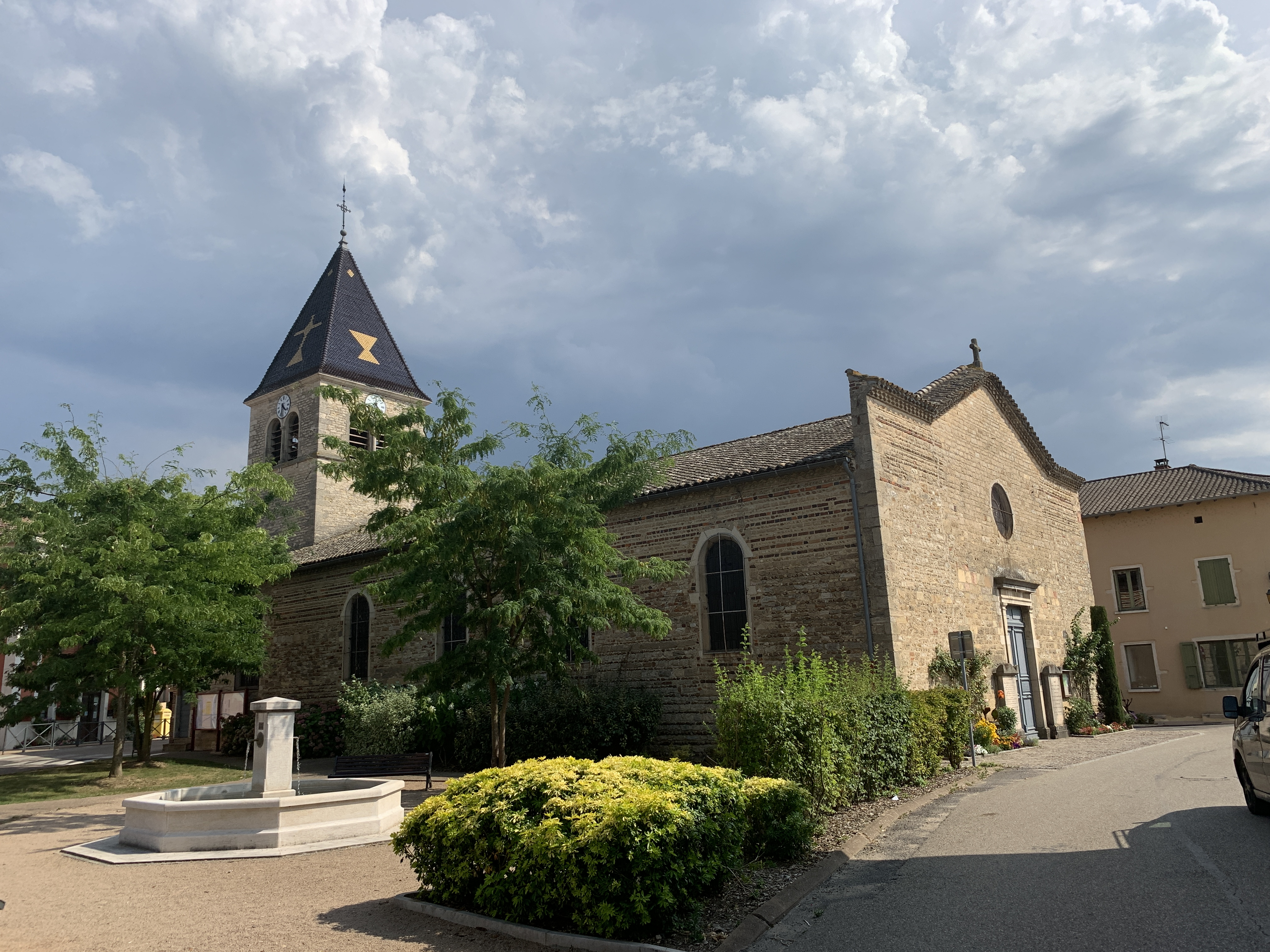
Église Saint-Étienne de Saint-Étienne-sur-Chalaronne

### Personnalités liées à la commune
- Jean-Marie Arriveur né le 25 mai 1728 à Saint-Étienne-sur-Chalaronne, décédé le 23 avril 1800 à Genouilleux, député de 1789 à 1791.
- Marcel Rozier (Saint-Étienne-sur-Chalaronne 1936 -), champion olympique en équitation .

### Espaces verts et fleurissement
En 2014, la commune de Saint-Étienne-sur-Chalaronne bénéficie du label « ville fleurie » avec « trois fleurs » attribuées par le Conseil national des villes et villages fleuris de France au concours des villes et villages fleuris.